# Zisterzienserinnenabtei L’Olive
Die Zisterzienserinnenabtei L’Olive war von 1233 bis 1796 ein Kloster der Zisterzienserinnen in Morlanwelz, Provinz Hennegau, in Belgien.

## Geschichte
Das 1218 gegründete Nonnenkloster Notre Dame de l’Olive im Wald von Mariemont (zwischen Mons und Charleroi) wurde 1233 in den Zisterzienserorden eingegliedert. Es hatte vor allem im 16. Jahrhundert viel zu leiden, musste zeitweise in ein Refugium nach Binche ausweichen, überlebte aber bis 1794 in der Nähe des Schlosses Mariemont (wo 1741 Maria Elisabeth von Österreich starb) und wurde 1796 offiziell aufgehoben, später abgetragen. Dank der Besitzer des Parks Mariemont, der Industriellendynastie Warocqué, kam es zur archäologischen Freilegung von Grundmauerresten, die aber heute überbaut sind. In Morlanwelz und La Louvière erinnern Straßennamen („Rue de l’Olive“) an die Abtei.